# لورينزو أ. بابكوك
لورينزو أ. بابكوك هو سياسي أمريكي، ولد في 1837، وتوفي في 1864.